# 羊玄之
羊玄之（3世纪—303年），字宏献。西晉時代外戚及官員，晉惠皇后羊獻容之父，尚書右僕射羊瑾之子。

## 生平
羊玄之初為尚書郎，因女兒羊獻容在永康元年（300年）成為皇后，受拜為光祿大夫、特進、散騎常侍，更封興晉侯。後來再遷任尚書右僕射，加侍中，進爵為興晉公。
後來成都王司馬穎及河間王司馬顒在攻打長沙王司馬乂時，上表請誅羊皇后之父羊玄之、左將軍皇甫商等，以討羊玄之等為名出兵起事，羊玄之極為憂懼，於太安二年九月癸巳日（303年10月19日）憂死。朝廷追贈車騎將軍、開府儀同三司。

## 評價
- 司馬穎復司馬乂書：「每憂王室，心悸肝爛。羊玄之、皇甫商等恃寵作禍，能不興慨！於是征西羽檄，四海雲應。」

## 延伸阅读
[在维基数据编辑]
 《晉書/卷093》，出自房玄齡《晉書》